# Kwakszyno
Kwakszyno (ros. Квакшино) – wieś (dieriewnia) w Rosji, w obwodzie twerskim, w rejonie kalinińskim. W 2010 liczyła 1027 mieszkańców.